# Holîcivka, Koreț
Holîcivka (în ucraineană Голичівка) este un sat în comuna Morozivka din raionul Koreț, regiunea Rivne, Ucraina.

## Demografie
Componența lingvistică a localității Holîcivka
     Ucraineană (99,39%)
     Alte limbi (0,45%)
Conform recensământului din 2001, majoritatea populației localității Holîcivka era vorbitoare de ucraineană (99,39%), existând în minoritate și vorbitori de alte limbi.